# Motor de magnetoplasma de impulso específico variable

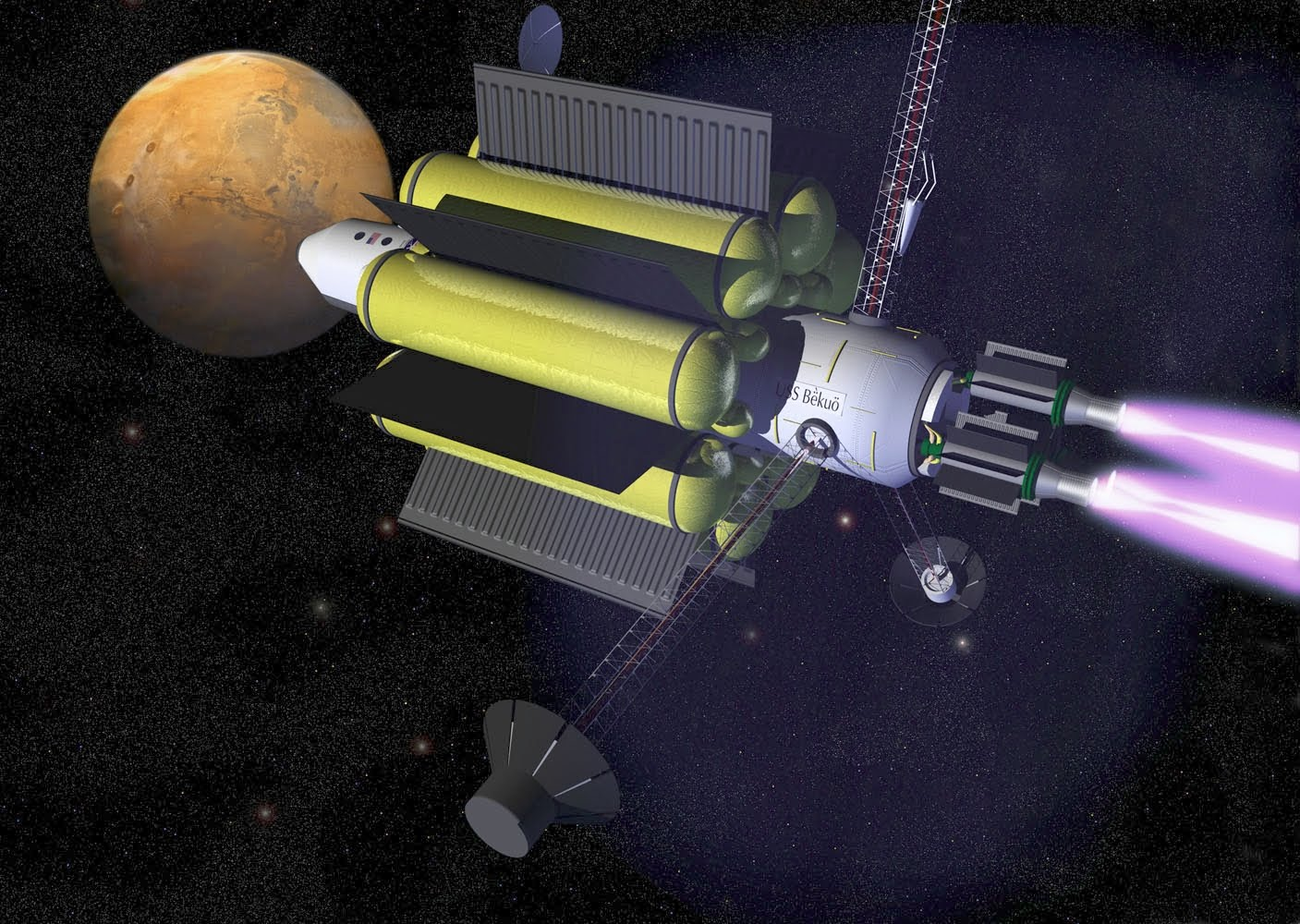
Ilustración de un viaje futurista interplanetario con una nave con motor de plasma.

El motor de magnetoplasma de impulso específico variable, conocido como VASIMR por las siglas de su nombre en inglés (variable specific impulse magnetoplasma rocket) es un motor para propulsión de vehículos espaciales a base de plasma. Este motor ha sido creado por la empresa Ad Astra Rocket Company dirigida por el exastronauta costarricense Franklin Chang-Díaz (n. 1950).

## Historia

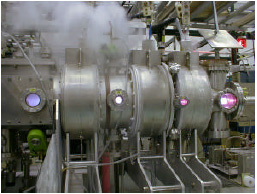
Plataforma de pruebas del VASIMR.

El motor VASIMR fue ideado por el exastronauta costarricense de la NASA Franklin Chang-Díaz en 1979, cuando comenzó a trabajar en el laboratorio de diseño Charles Stark Draper, en la ciudad de Cambridge (estado de Massachusetts). Avanzando en el proyecto se trasladó al centro de fusión de plasma en el MIT (Instituto Tecnológico de Massachusetts). En 1994 se trasladó al Centro Espacial Lyndon B. Johnson de la NASA hasta el año 2005, año en que se retiró de la NASA para dedicar su tiempo al proyecto del motor. En esa época se asoció con la empresa Ad Astra Rocket, que trabaja con la colaboración de la NASA, la Universidad de Houston y otras empresas gubernamentales y privadas, nacionales y extranjeras para la realización del proyecto con un presupuesto de 150 millones de dólares.

## Previsiones y proyectos
La intención del proyecto es crear un motor de iones de plasma que sirva como una alternativa barata y eficaz como fuente de energía de propulsión para naves espaciales. Está enfocado particularmente en la idea de explorar otras partes del sistema solar, tal como un posible viaje a Marte.
Con esta tecnología el trayecto sería 10 veces más rápido que el actual y posibilitaría los viajes tripulados hacia el planeta rojo, reduciendo el tiempo de 18 meses a 39 días aproximadamente. (El ITS de SpaceX tarda entre 80 y 150 días en hacer el trayecto utilizando 9 motores de ciclo cerrado Raptor).
Esto resulta de gran importancia, ya que la exposición de los astronautas a los efectos de la gravedad cero durante períodos muy largos son muy nocivos.

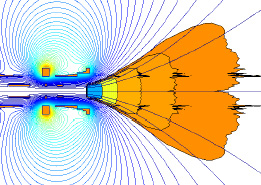
Diagrama VASIMR.

Se preveía que la tecnología VASIMR estuviera lista a principios de 2017, fecha en que se probaría por primera vez un prototipo de este tipo en la Estación Espacial Internacional, el VF-200.
La NASA ―junto con Chang-Díaz y sus colaboradores― planean establecer un laboratorio en la Luna que, aparte de otras funciones científicas, sea utilizado para probar los cohetes que irán a Marte, esto supone crear una estación en nuestro satélite compuesta por astronautas que vivirían allí por temporadas de seis meses. Este laboratorio lunar, llamado Gateway, está planificado para comenzar a funcionar en 2024.
Si todo esto se hace posible, según Chang-Díaz, los viajes interplanetarios a Marte deberían ser una realidad en esta generación. En un comentario al respecto Chang-Díaz ha dicho: «Yo comento a menudo que quien va a pisar por primera vez suelo marciano ya está vivo».

## Comparación del impulso específico de distintas tecnologías
| Motor                                              | Velocidad de escape efectiva (m/s) | Impulso específico (s) | Escape de la energía específica (MJ/kg) |
| -------------------------------------------------- | ---------------------------------- | ---------------------- | --------------------------------------- |
| Turbofan motor a reacción (actual V es ~300 m/s)   | 29 000                             | 3000                   | ~0,05                                   |
| cohete acelerador sólido de transbordador espacial | 2500                               | 250                    | 3                                       |
| oxígeno líquido-hidrógeno líquido                  | 4400                               | 450                    | 9,7                                     |
| propulsor iónico                                   | 29 000                             | 3000                   | 430                                     |
| VASIMR                                             | 30 000-120 000                     | 3000-12 000            | 1400                                    |
| Propulsor de iones de cuadrícula de doble etapa    | 210 000                            | 21 400                 | 22 500                                  |